# بوزه‌تاو
بوزه‌تاو (به ازبکی: Boʻzatov، بۉزه‌تاو)(به قره‌قالپاقی: Bozataw، بوزاتاۋ) یک شهرک در ازبکستان است که در قره‌قالپاقستان واقع شده‌است. بوزه‌تاو ۵٬۰۳۴ نفر جمعیت دارد.
سابقا نام این شهرک، قازان‌کتکن (به ازبکی: Qozonketkan، قازان‌کېتکن)(به قره‌قالپاقی: Qazanketken، قازان‌كەتكەن) بوده.